# Affaire des viols collectifs de Keighley
L'Affaire des viols collectifs de Keighley est une affaire d'agressions sexuelles commises par un groupe de douze hommes à l'encontre de deux jeunes filles dans les villes anglaises de Keighley et Bradford, West Yorkshire. En décembre 2015, ils ont été reconnus coupables de viol et d'autres formes d'abus sexuel par un verdict unanime du jury du tribunal de Bradford. En février 2016, le cumul des peines de prison reçu par le gang atteint 130 ans. La principale victime, âgée de 13 à 14 ans au moment des faits, avait été agressée par une dizaine d'hommes. Le chef présumé du gang, Ahmed Al-Arif Choudhury (parfois orthographié Choudry), également trafiquant de drogue, a fui au Bangladesh.

## Contexte
Depuis le début des années 1980 jusqu'au début des années 2010, dans des villes d'Angleterre, plus de 4 000 enfants ont été abusés sexuellement, parfois torturés, parfois prostitués par des bandes criminelles organisées ou des groupes informels d'hommes,. En 2011, une première série d'agressions sexuelles est rendue publique par la presse.
Des enquêtes, conduites par des associations caritatives, puis le gouvernement britannique, ont permis d'éclaircir les faits, soulignant notamment l'incurie des services sociaux et de la police locale, et de prendre des mesures appropriées pour assurer la protection des enfants,. Dans certains cas, l'exploitation de mineurs durait depuis plus de 15 ans. L'appartenance ethnique et les origines culturelles des victimes, et, surtout, celles des criminels, ont focalisé l'attention des médias et de l'opinion publique dans tout le pays,,.

## Crimes
La principale victime s'est d'abord vu offrir des cadeaux et des démonstrations d'affection en public avant d'être forcée à avoir des relations sexuelles. Elle a été violée à divers endroits dans Keighley, y compris des parcs, des cimetières et un parking souterrain. Les violeurs avaient désigné une partie du parking « le coin de X » avec des graffitis et leurs signatures,.
Durant un viol collectif, cinq hommes ont, l'un après l'autre, abusé de la victime. 
Dans un entretien avec la police, une victime a témoigné que Choudhury l'avait utilisée comme livreur de drogue et que quand elle avait essayé d'arrêter de travailler pour lui, il l'avait traitée de « petite salope blanche » et de « petite bâtarde de blanche ». Il l'a ensuite retenue physiquement et violée, selon son témoignage,. Un des condamnés, âgé de 63 ans, ancien chauffeur de taxi nommé Mohammed Akram, a eu des relations sexuelles avec l'une des victimes dans son taxi.

## Condamnation
En février 2016, des peines de prisons pour un total de 130 ans ont été rendues,,.
| Nom                 | Âge    | Crime | Peine                                                          |
| ------------------- | ------ | --- | -------------------------------------------------------------- |
| Khalid Raja Mahmood | 34 ans | Deux accusations de viol et trois chefs d'accusation de pédophilie | 17 ans                                                         |
| Tauqeer Hussain     | 23 ans | Deux chefs d'accusation de viol à l'encontre de la première victime et un viol à l'encontre d'une autre adolescente | 18 ans                                                         |
| Yasser Kabir        | 25 ans | Trois chefs d'accusation de viol à l'encontre de la première victime et de quatre chefs d'accusation de viol, deux accusations d'agression sexuelle, deux accusations de voies de fait avec pénétration et quatre chefs d'accusation d'incitation d'enfant à s'engager à une activité sexuelle. | 20 ans                                                         |
| Sufyan Ziarab       | 23 ans | Deux chefs d'accusation de viol. | 15 ans                                                         |
| Bilal Ziarab        | 21 ans | Deux chefs d'accusation de viol | 12 ans                                                         |
| Israr Ali           | 19 ans | un chef d'accusation de viol | 3 ans et 6 mois dans une institution pour jeunes contrevenants |
| Nasir Khan          | 24 ans | un chef d'accusation de viol | 13 ans                                                         |
| Saqib Younis        | 29 ans | un chef d'accusation de viol | 13 ans                                                         |
| Hussain Sardar      | 19 ans | un chef d'accusation de viol | 6 ans dans une institution pour jeunes contrevenants           |
| Zain Ali            | 20 ans | un chef d'accusation de viol | 8 ans dans une institution pour jeunes contrevenants           |
| Faisal Khan         | 27 ans | un chef d'accusation de viol | 13 ans                                                         |
| Mohamed Akram       | 63 ans | un chef d'accusation de pédophilie | 5 ans                                                          |

## Antécédents judiciaires
Certains des accusés avaient déjà été condamnés pour trafic de drogue, conduite dangereuse, voies de fait, trouble à l'ordre public, vol et recel. 
Arif Chowdhury, le chef présumé de la bande, s'est enfui au Bangladesh pour échapper aux poursuites après son arrestation et sa remise en liberté sous caution,. Il avait commencé à prostituer des filles de Keighley quand il n'avait que 15 ans et a été décrit dans la cour comme une personne malfaisante et violente. Il a d'abord employé la victime pour livrer de la drogue avant de la soumettre à des viols répétés, des coups et des injures raciales. 
Khalid Raja Mahmood purgeait déjà une peine de six ans et demi d'emprisonnement pour le viol d'une femme de 43 ans, puis une peine d'un an et demi pour tentative de séquestration d'une enfant de 10 ans. Surnommé « Creepy Khalid » dans Keighley, il avait des condamnations pour un total de sept infractions à caractère sexuel, y compris l'attentat à la pudeur. 
Yasser Kabir, qui avait dit à la jeune fille en face de sa grand-mère qu'elle pourrait « le sucer », avait déjà été condamné dans un autre procès. En plus de la peine de 20 ans reçue pour ce viol, il a été condamné pour les viols de deux autres filles, l'une âgée de six à sept ans, et l'autre de sept à neuf ans au moment des faits, qu'il avait commis lorsqu'il avait lui-même entre 13 et 15 ans,.
Tauqeer Hussain avait déjà été condamné pour viol en 2009.

## Réactions officielles

### Après le verdict
Après le verdict, le Juge Roger Thomas QC a dit que les criminels avaient traité le procès avec « mépris et arrogance ». Il a dit qu'au cours de ses 40 ans de carrière, il n'avait jamais vu d'accusés aussi « insolents et irrespectueux ». Il s'est formé, dit-il, « la pire des opinions sur les accusés ». 
Le détective Inspecteur en Chef Chris Walker de West Yorkshire Police a déclaré après le verdict que l'enquête avait été « difficile, complexe et délicate à mener ». Il a rendu hommage aux victimes pour leur courage de témoigner contre leurs agresseurs et décrit l'exploitation sexuelle des enfants comme « totalement inacceptable » et « l'un des défis les plus importants auxquels la police est confrontée ».

### Après l'annonce des peines
Kris Hopkins, député Conservateur de Keighley, condamne ce qu'il appelle le « modèle répugnant de groupes organisés d'hommes d'origine pakistanaise violant des jeunes filles blanches » et affirme que de nombreuses femmes souffrent encore de ce phénomène. Dans un communiqué publié par son bureau, il a dit que les condamnations viennent corroborer des propos controversés qu'il avait tenus au Parlement en 2012, quand il a dit que des groupes organisés d'hommes d'Asie du sud avaient violé des filles blanches. Il affirme avoir été critiqué pour ces accusations ,. Il considère la ville de Keighley comme en « haut de la liste » en ce qui concerne les groupes organisés d'hommes d'origine pakistanaise abusant sexuellement de jeunes filles blanches.
Le juge Roger Thomas QC décrit le comportement des hommes pendant le procès comme « méprisant, irrespectueux et arrogant ». Certains d'entre eux avaient traité leurs poursuites comme une blague depuis le début. Ils avaient souri à la police sur les photographies prises lorsqu'ils ont été arrêtés, s'étaient mal comportés dans le box pendant le procès, riant et saluant leurs partisans dans le public durant leurs condamnations. Le juge a dit qu'ils avaient traité la victime comme un simple objet pour leur propre plaisir sexuel. La cour énonça que, maintenant, elle souffrait de stress post-traumatique et de dépression clinique.
Mark Burns-Williamson, le Commissaire de police du Yorkshire de l'Ouest, décrit l'exploitation sexuelle des enfants et les abus sexuels comme des « crimes odieux ». Il s'est félicité des condamnations et a loué l'enquête par la police du West Yorkshire, assistée par l'Équipe du conseil de Bradford. Il a également salué le courage des victimes d'abus pour avoir donné des preuves contre leurs agresseurs et a exprimé l'espoir que le procès aurait, en outre, souligné l'engagement des autorités pour mettre fin à l'exploitation sexuelle des enfants dans l'Ouest du Yorkshire.
Le détective Inspecteur en Chef Nicola Bryar, de l'équipe d'enquête sur les homicides et les crimes graves de la police du West Yorkshire, a exprimé sa satisfaction à l'égard des condamnations et aussi salué le courage des victimes. Elle a noté que l'exploitation sexuelle des enfants restait une priorité pour la police du West Yorkshire. Elle décrit ces abus comme totalement inacceptables et souligne la responsabilité de tous les organismes, les communautés et les individus à identifier les agresseurs et à les aider dans les poursuites judiciaires, ainsi que dans la condamnation et l'incarcération des criminels.

## Suite
En 2017, la police enquêtait sur 179 cas d'abus sexuels sur mineurs impliquant 165 suspects et plus de 100 victimes.
Huit hommes sont condamnés en 2024.